# Slackers CDs and Games
Slackers CDs and Games, часто скороченj до Slackers — це мережа роздрібних магазинів, розташованих на Середньому Заході США. Магазин спеціалізується як на нових, так і на вживаних відеоіграх та музиці. Він був заснований у 1993 році в Колумбії, штат Міссурі, Куртом Джеллінеком та Полом Захаріасом, спочатку позиціонувалася як музичний магазин. Магазин відомий продажем місцевої незалежної музики та колекцією класичних ігор. У 2007 році магазин викликав суперечки щодо накопичення запасів Nintendo Wiis. Станом на 2009 рік у Міссурі та Іллінойсі налічується 10 магазинів.
Джеллінек заявляв, що назва "Slackers" (з англ. нероби) походить від того, що у коледжі нероби грають у відеоігри та слухають музику у вільний час.

## Історія
Оригінальна ідея Slackers вперше виникла в 1990 році. Разом з деякими друзями Курт Джеллінек і Пол Захаріас відвідали концерт Дона Генлі і почали думати про власний музичний магазин. На той час вони були студентами бакалаврату і вирішили зосередити своє навчання на управлінні бізнесом та стати підприємцями. Slackers CDs and Games були офіційно засновані в 1993 році Джеллінеком та Захаріасом у Колумбії, штат Міссурі. Джеллінек і Захарія відкрили магазин після закінчення Університету Сент-Луїса, використовуючи лише власну колекцію з 1500 музичних компакт-дисків.
Не зважаючи на те, що спочатку бізнес розвивався повільно, заробляючи лише 30 доларів на день, зрештою продажі почали рости. Через 2 роки їм вдалося відкрити друге місце в О'Фаллоні, штат Іллінойс.
Станом на 2009 рік у штатах Міссурі та Іллінойс налічується 10 магазинів, вісім з яких знаходяться у столичному районі Сент-Луїс, а два з них — у центрі Міссурі.

## Похвала і критика
Slackers CDs and Games отримали нагороду за найкращий магазин компакт-дисків у 2006 році від Riverfront Times. Riverfront Times назвав цю колекцію вінілових пластинок та незалежних і рідкісних музичних компакт-дисків основою для нагороди.
Оскільки магазин купує відеоігри з усіх консолей, він відомий своєю колекцією класичних назв. Однак вони не вимагають коробки або посібника для ігор на основі картриджів.

### Суперечки щодо Wii
20 грудня 2007 року магазин викликав певні суперечки, коли Ars Technica повідомила, що мережа накопичує системи Nintendo Wii для продажу з більш високим прибутком, одночасно повідомляючи роздрібним клієнтам, що у мережі немає жодних систем Wii на складі.
21 грудня 2007 року Курт Джеллінек відповів на вебсайті Slackers, заявивши, що стаття є оманливою. Джеллінек сказав, що з 44 одиниць, які були у мережі, п’ять було продано на eBay за 399,99 доларів, при цьому пара одиниць залишається на складі, а 35 були призначені для конкретних клієнтів і продані на ціновій пропозиції.